# La Légende de Calamity Jane
Cet article possède un paronyme, voir Calamity Jane (homonymie).
La légende de Calamity Jane est une série télévisée d'animation franco-américaine en 13 épisodes de 22 minutes dont seulement trois épisodes ont été diffusés aux États-Unis entre le 13 septembre et le 27 septembre 1997 dans le bloc de programmation Kids' WB. Au Canada, elle a été diffusée entièrement du 3 mars 1998 au 26 juin 1998 sur Teletoon.
En France, la série a été diffusée à partir du 12 septembre 1998 sur Canal+.

## Synopsis
Cette série met en scène les aventures de Calamity Jane, héroïne de la conquête de l'Ouest, et de ses amis.

## Voix françaises
- Catherine Le Hénan : Calamity Jane
- André Valmy : Joe Presto
- Michel Vigné : Bill Doolin
- Maurice Decoster : Capitaine John O'Rourke
- Bernard Métraux : Wild Bill Hickok
- Bruno Choël : Quanna Parker

## Fiche technique
- Production : Contre Allée - Warner Bros
- Réalisateur : Pascal Morelli
- Musiques : La Belle Equipe
- Sound Design : Bell X-1, Gilbert Courtois
- Bruiteurs : Christophe Bourreau - Patrick Egreteau
- Mixage : Studio Ramses

## Épisodes
1. Quand le fouet claque (A Slip Of The Whip)
2. Une armée sans foi ni loi (An Army Of Rogues)
3. Tel père, telle fille (Like Father, Like Daughter)
4. Jamais deux sans trois (As Easy as One, Two, Three)
5. Un train d'enfer (Train Kept A Rollin')
6. Quand le rideau tombe (The Final Curtain)
7. Sur la piste des bisons (The Way of the Buffalo)
8. Eaux troubles (Troubled Waters)
9. En attendant la cavalerie (Waiting for the Calvary)
10. Mort ou vif (Dead or Alive)
11. Protégé (Protege)
12. Rebellion à Philadelphie (I'd Rather Be in Philadelphia)
13. Par delà de la vengeance (Without a Vengeance)